# Charmosyna placentis
Il lorichetto fianchirossi (Charmosyna placentis Temminck, 1834) è un uccello della famiglia degli Psittaculidi.
Molto simile al lorichetto fronterossa, dal quale si diversifica per la fronte gialla e per una banda gialla nella parte inferiore dell'ala, ha il rosso diffuso su mento e guance, e poi su fianchi e parte inferiore dell'ala. È classificato in cinque sottospecie molto simili: C. p. placentis, C. p. intensior, C. p. ornata, C. p. subplacens, C. p. pallidior. Ha taglia attorno ai 17 cm e vive in un areale abbastanza ampio tra isole Molucche, Indonesia, Nuova Guinea, isole Salomone.